# The Best (t.A.T.u.-Album)
The Best (auch bekannt als t.A.T.u. The Best) ist das erste und einzige Kompilationsalbum des russischen Gesangsduos t.A.T.u. Es enthält neben den erfolgreichsten Hits der Gruppe auch mehrere Remixe und bis dahin unveröffentlichtes Material, sowie auf der in der Special Edition beinhalteten DVD Videos eines Live-Auftrittes, mehrere Musikvideos und weitere Extras. Das Best-of-Album erschien unter anderem in Europa, Kanada, Argentinien und den Vereinigten Staaten von Amerika. Obwohl es auch in Russland und der Ukraine veröffentlicht wurde, war es auf den westlichen Musikmarkt zugeschnitten. So sind beispielsweise nur vier der enthaltenen Lieder in russischer Sprache gesungen, und davon ist eines (Ljudi Inwalidy) eine Remix-Version. Darüber hinaus enthält das Album nicht die in Russland und Osteuropa populären Versionen der Lieder Ja soschla s uma und Nas ne dogonjat in Elektropop-Manier, sondern für das englischsprachige Album 200 km/h in the Wrong Lane angefertigte Rock-Versionen.

## Veröffentlichung und Rezeption
Das Best-of-Album erschien am 4. September 2006 zuerst in Korea und Brasilien, am 11. September in Europa (Außer Deutschland) und Russland, am 27. September in Japan, am 29. September in Deutschland und schließlich am 10. Oktober in den Vereinigten Staaten von Amerika. Es war sowohl als Ein-CD-Version, als Deluxe Edition mit DVD, als auch als Kassette erhältlich, in letztgenannter Form allerdings nur in der Ukraine. Als Promo-Single wurde am 22. November 2006 Loves Me Not veröffentlicht. Das Lied erreichte in Russland Platz 28 der Charts und wurde in den 28 Wochen seiner Chart-Performance mehr als 70.000 mal von russischen Radiosendern gespielt. Dies ist ein relativ hoher Wert, verglichen mit anderen Liedern dieser Platzierung.
Stephen Thomas Erlewine von allmusic.com gab dem Album in seiner Wertung vier von fünf möglichen Sternen und bezeichnete es als "zufriedenstellend". Erlewine schrieb The Best enthalte alle großen Hits des Duos, allerdings auch einige Lückenfüller. Er bemängelte, das Best-of-Album sei zu früh erschienen, da die Band zu diesem Zeitpunkt erst vier Studioalben vorzuweisen hatte.

## Chartplatzierungen
In Italien erreichte das Album Platz 88 der Album-Charts, in Taiwan Platz zwei. In beiden Ländern hielt sich The Best kurz in den nationalen Charts. Weltweit verkaufte sich das Album rund 500.000 mal.

## Titelliste

### Disk 1
| #   | Track                                                                                  |      |
| --- | -------------------------------------------------------------------------------------- | ---- |
| 1.  | All About Us                                                                           | 3:01 |
| 2.  | All the Things She Said                                                                | 3:32 |
| 3.  | Not Gonna Get Us                                                                       | 4:20 |
| 4.  | How Soon Is Now?                                                                       | 3:14 |
| 5.  | Loves Me Not                                                                           | 2:54 |
| 6.  | Friend or Foe (Radio-Edit)                                                             | 3:06 |
| 7.  | Gomenasai                                                                              | 3:42 |
| 8.  | Null & Void (Zuvor unveröffentlicht, englischsprachige Version von "Obesjanka Nol")    | 4:25 |
| 9.  | Cosmos (Outer Space) (She Wants Revenge Remix)                                         | 5:36 |
| 10. | Show Me Love (Radio edit)                                                              | 3:49 |
| 11. | Craving (I Only Want What I Can’t Have) (Bollywood Mix)                                | 4:08 |
| 12. | Ne wer, ne boisja, ne prossi (Не Верь, Не Бойся, Не Проси)                             | 3:02 |
| 13. | 30 Minutes                                                                             | 3:16 |
| 14. | Divine (Extended-Version)                                                              | 3:17 |
| 15. | Perfect Enemy                                                                          | 4:09 |
| 16. | All the Things She Said (Dave Audé Remix Edit)                                         | 5:15 |
| 17. | Ljdui Inwalidy (Люди Инвалиды) (Russian Radio Remix)                                   | 3:22 |
| 18. | Loves Me Not (Glam As You Mix Radio Edit)                                              | 3:11 |
| 19. | Nas ne dogonjat (Нас Не Догонят) (Not Gonna Get Us (Russischsprachige Version))        | 4:21 |
| 20. | Ja soschla s uma (Я Сошла С Ума) (All the Things She Said (Russischsprachige Version)) | 3:34 |

Ja soschla s uma und Nas ne dogonjat sind in der 2002-Version enthalten, die für 200 km/h in the Wrong Lane produziert worden waren, und nicht als die ursprünglich auf dem russischsprachigen Album 200 Po Wstretschnoi enthaltenen Versionen.

### Disc 2 (DVD)
| Liveauftritt im Glam As You in Paris, Frankreich                                              |
| --------------------------------------------------------------------------------------------- |
| "Dangerous and Moving (Intro)"                                                                |
| "All About Us"                                                                                |
| "Not Gonna Get Us"                                                                            |
| "Obesjanka Nol (Обезьянка Ноль)"                                                              |
| "Loves Me Not"                                                                                |
| "All the Things She Said"                                                                     |
| Musikvideos                                                                                   |
| "Gomenasai"                                                                                   |
| "Gomenasai" (Animated Version)                                                                |
| "How Soon Is Now?"                                                                            |
| "Ljudi Inwalidy" (Люди Инвалиды)                                                              |
| "All About Us" (Explicit Version)                                                             |
| "All About Us" (Edited Version) (Nicht in der Tracklist auf der CD-Rückseite erwähnt)         |
| "Friend or Foe" (Nicht in der Tracklist auf der CD-Rückseite erwähnt)                         |
| Remix Videos                                                                                  |
| "All the Things She Said" (Hardrum Remix)                                                     |
| "Not Gonna Get Us" (Dave Audés Velvet Dub)                                                    |
| "All About Us" (Dave Audé’s Big Mixshow)                                                      |
| "Friend or Foe" (L.E.X. Massive Club Remix)                                                   |
| Making Ofs                                                                                    |
| "All About Us" Video                                                                          |
| "Friend or Foe" Video featuring Sting                                                         |
| Making of the song "Gomenasai" featuring Richard Carpenter                                    |
| Internationale TV-Spots                                                                       |
| Aus Japan, Deutschland, Frankreich, Republik China (Taiwan), Vereinigtes Königreich, Russland |